# Калиновка (Чаплыгинский район)
Калиновка — посёлок Чаплыгинского района Липецкой области. Входит в состав Шишкинского сельского поселения.

## История
В 1960 г. указом Президиума Верховного Совета РСФСР деревня Рясы переименована в Калиновка.

## Население
| 2010 |
| ---- |
| 7    |